# Holconotus
Holconotus is een geslacht van kevers uit de familie van de loopkevers (Carabidae). De wetenschappelijke naam van het geslacht is voor het eerst geldig gepubliceerd in 1846 door Schmidt-Goebel.

## Soorten
Het geslacht Holconotus omvat de volgende soorten:
- Holconotus africanus Tschitscherine, 1898
- Holconotus brunneus (Jedlicka, 1935)
- Holconotus crassimargo Tschitscherine, 1898
- Holconotus ferrugineus Schmidt-goebel, 1846
- Holconotus gigas (Andrewes, 1937)
- Holconotus madagascariensis Tschitscherine, 1900
- Holconotus rufus Chaudoir, 1876
- Holconotus sinuatus Tschitscherine, 1898
- Holconotus variabilis (Straneo, 1960)